# Wolokytyne
Wolokytyne (ukrainisch Волокитине; russisch Волокитино Wolokitino) ist ein Dorf in der ukrainischen Oblast Sumy mit etwa 500 Einwohnern (2001).

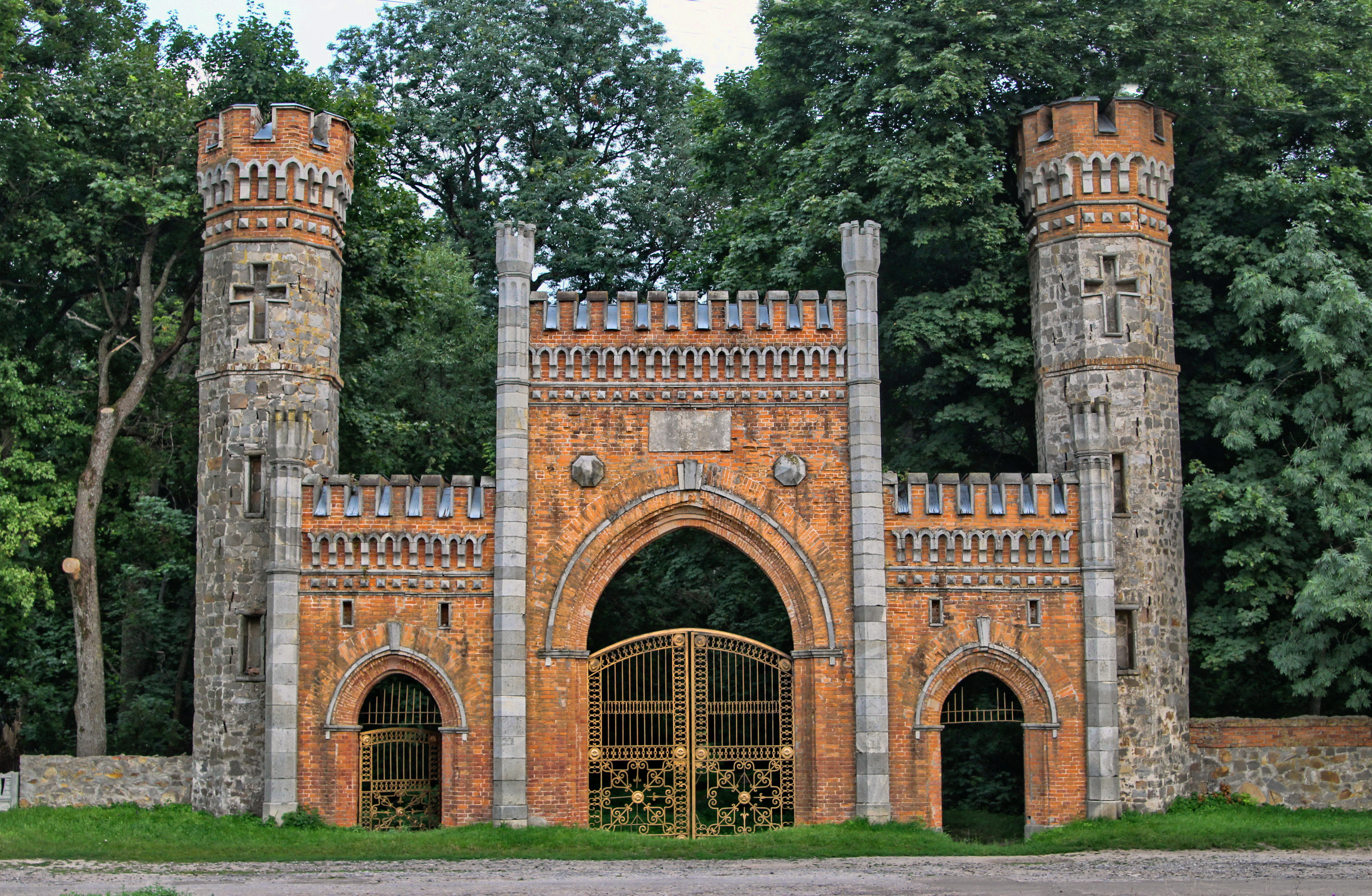
„Goldenes Tor“ in Wolokytyne

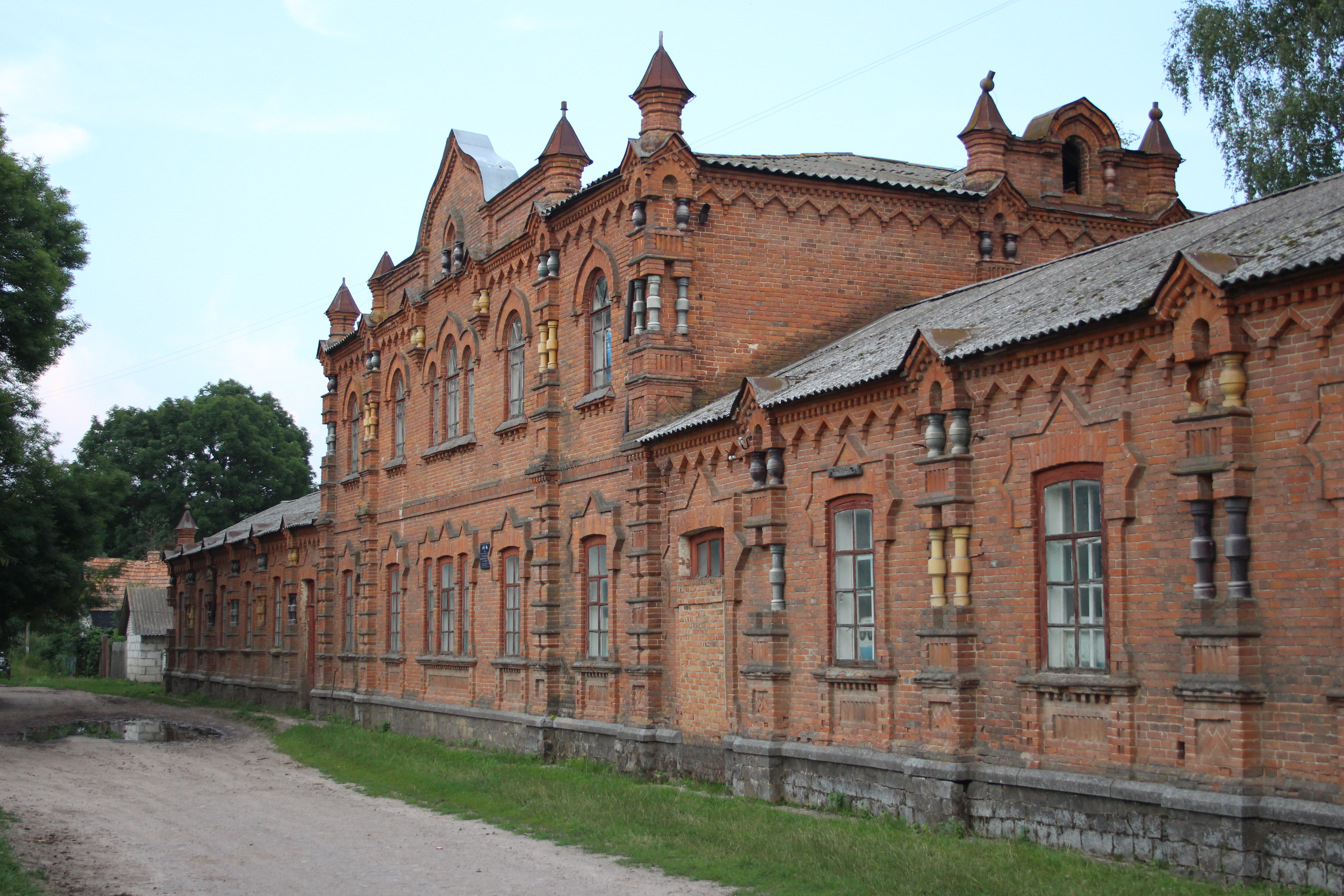
Armenhaus von Miklashevsky

In dem 1684 erstmals schriftlich erwähnten Dorf errichtete der adligen Großgrundbesitzer Miklashevsky in der ersten Hälfte des 19. Jahrhunderts eine Porzellanmanufaktur. Die benötigten Rohstoffe wurden aus lokalen Steinbrüchen geliefert.
Am Ende des Jahres 1825 wurde im Dorf der Dekabrist Alexander Friedrich von der Brüggen festgenommen.
Im Dorf befinden sich Überreste des ehemaligen Landguts von Miklashevsky aus dem 19. Jahrhundert.
Dies vor allem das Ehrentor zum einstigen Anwesen in maurischem Stil – das sogenannte Goldene Tor – sowie das ehemalige Armenhaus (heute Schule) – beides architektonische Denkmäler von lokaler Bedeutung. Das Herrenhaus, die Kirche, der englische Garten und einige weitere kleinere Objekte wie u. a. eine Pyramide sind im Zuge der Oktoberrevolution vernichtet worden. Auf dem Fundament des einstigen Herrenhauses ist im Kommunismus ein „Kulturhaus“ errichtet worden, das bis heute fortbesteht.
Die Ortschaft liegt auf einer Höhe von 158 m am rechten Ufer des 50 km langen Esman (Есмань) am Zusammenfluss mit dem Klewen (Клевень), einem 113 km langen, rechten Nebenfluss des Seim. Wolokytyne befindet sich 17 km nördlich vom Rajonzentrum Putywl und etwa 115 km nordwestlich vom Oblastzentrum Sumy.
Neun Kilometer östlich vom Dorf verläuft die Regionalstraße P–44.
Am 8. Februar 2018 wurde das Dorf ein Teil der neugegründeten Stadtgemeinde Putywl, bis dahin bildete es zusammen mit den Dörfern Kotscherhy (Кочерги), Kubarewo (Кубарево) und Schtscherbyniwka (Щербинівка) die gleichnamige Landratsgemeinde Wolokytyne (Волокитинська сільська рада/Wolokytynska silska rada) im Nordwesten des Rajons Putywl.
Am 12. Juni 2020 kamen noch das Dorf Rudnjewe zum Gemeindegebiet.
Am 17. Juli 2020 kam es im Zuge einer großen Rajonsreform zum Anschluss des Rajonsgebietes an den Rajon Konotop.